# Dolby A
Il Dolby A appartiene a una famiglia di sistemi che fungono contemporaneamente da riduttori di rumore e da espansori di dinamica audio e che prendono il nome dalla ditta produttrice, la Dolby Laboratories, Inc., che prende il nome dal suo fondatore, Ray Dolby.
Alla famiglia appartengono due sistemi professionali, il Dolby A e il Dolby SR, e tre sistemi amatoriali, il Dolby B, il Dolby C e il Dolby S. 
Il Dolby A ha trovato largo impiego nelle registrazioni audio analogiche su nastro magnetico con registratori professionali e, nel cinema, nella registrazione della colonna sonora ottica col sistema multicanale Dolby Stereo (che fa uso anche di una versione modificata del Dolby B). In entrambi i casi attualmente si preferisce usare il suo successore Dolby SR.

## Storia
Il Dolby A, introdotto nel mercato nel 1965, appartiene alla famiglia dei riduttori di rumore cosiddetti complementari, cioè che richiedono una codifica del segnale in fase di registrazione (o trasmissione) e una decodifica appunto complementare in fase di riproduzione (o ricezione).
Anche se progettato per poter essere usato anche in altri campi, per il suo costo è stato impiegato solo in campo professionale e non è mai stato inserito in registratori, ma reso disponibile solo sotto forma di unità esterne, di solito in configurazione stereofonica a due canali: l'unità era cioè costituita da due compressori identici per ciascuno dei canali e da due espansori identici per ciascuno dei canali e pertanto era in grado di comprimere e di espandere simultaneamente, e quindi consentiva di monitorare la registrazione quando si usavano registratori con tre testine.
Attualmente unità "pure" Dolby A non sono più in produzione. Tuttavia le unità Dolby SR, che le hanno sostituite, sono solitamente in grado di funzionare anche in modalità Dolby A. 

## Principio di funzionamento
I sistemi di riduzione di rumore complementari in fase di registrazione alzano il livello dei suoni deboli (almeno nella gamma di frequenze che interessa) in modo che, registrati a livelli più alti, mascherino il rumore introdotto dal mezzo di registrazione (ad esempio il rumore di fondo del nastro magnetico). In fase di riproduzione il livello viene riabbassato al valore originale abbassando però contemporaneamente, e quindi rendendo meno udibile, il rumore.
Nel caso del Dolby A quanto detto viene ottenuto suddividendo la banda audio (da 20 Hz a 20 kHz), mediante quattro filtri, in quattro sottobande: da 20 Hz a 80 Hz, da 80 Hz a 3 kHz, da 3 kHz a 20 kHz e da 9 kHz a 20 kHz (la terza e la quarta banda sono pertanto parzialmente sovrapposte). Quattro compander (o compandor, come preferisce dire Ray Dolby) cosiddetti bilineari operano, indipendentemente l'uno dall'altro, ciascuno su una delle quattro bande, comprimendo il segnale prima che questo venga registrato su un mezzo (nastro magnetico, colonna sonora ottica) che introduce rumore. In riproduzione il segnale viene espanso in modo complementare.

## Il compander bilineare e la filosofia del trattamento minimo
Nella figura sono illustrate le curve di trasferimento in fase di compressione (in giallo) e di espansione (in rosso) dei quattro compander (cioè compressori-espansori) bilineari usati nel Dolby A.
Come si può notare, il compressore vero e proprio opera solo in una gamma di livelli del segnale d'ingresso, precisamente fra i -40 dB e i -20 dB (rispetto al valore massimo, posto convenzionalmente a 0 dB), e comprime il segnale con un rapporto 2:1 in dB, riducendo a 10 dB i 20 dB di dinamica di tale gamma di livelli (la gamma da -40 dB a -20 dB viene cioè compressa nella gamma da -30 dB a -20 dB). Al di fuori di tale gamma di livelli il compander in realtà non è un vero e proprio compander, ma un dispositivo lineare: da qui il nome, in verità un po' improprio, di compander bilineare, con cui è indicato nella letteratura tecnica.
Al di sopra dei -20 dB, come si può notare dalla figura, il segnale viene invece lasciato inalterato, poiché qualsiasi trattamento è ritenuto non necessario, dal momento che il rumore del mezzo di registrazione è mascherato dal segnale. Questa scelta inoltre non solo non richiede modifiche negli impianti di registrazione regolati sul livello massimo del segnale, ma, non sottoponendo a compressione (e quindi al passaggio in un dispositivo non lineare) il segnale agli alti livelli, evita, nel caso di bruschi innalzamenti del livello, l'insorgenza di sovraelongazioni transitorie (overshoot), che porterebbero a registrare il segnale in una zona in cui il mezzo di registrazione (ad esempio il nastro magnetico) introdurrebbe distorsioni che impedirebbero una corretta decodifica.
Al di sotto dei -40 dB il segnale non viene compresso, ma solo alzato di 10 dB. La scelta di non comprimere il segnale ai bassi livelli ha lo scopo di evitare che, in fase di riproduzione, le rapide variazioni di livello introdotte dall'espansore rendano percepibile del rumore modulato in ampiezza, che si manifesterebbe come una sorta di respiro. Al di sopra dei -40 dB tale modulazione del rumore risulta invece inavvertibile, perché mascherata dal segnale.
La filosofia di ridurre il rumore modificando il meno possibile il segnale originale, propria di tutti i sistemi Dolby, è detta del trattamento minimo. È, in un certo senso, l'opposto della filosofia adottata in altri sistemi, come il DBX, che invece alterano pesantemente il segnale.
Adottando la filosofia del trattamento minimo, il Dolby A consente di aumentare il rapporto segnale rumore (ai bassi e medi livelli) di 10 dB fra i 20 Hz e i 9 kHz e di 20 dB fra i 9 kHz e i 20 kHz. Questo risultato era ritenuto più che buono ai tempi in cui il sistema fu introdotto, dal momento che rendeva quasi sempre inudibile il rumore introdotto dai registratori da studio con velocità del nastro di 38 cm/s o superiori.

## Calibrazione del Dolby A
Poiché il Dolby A comprime, per ciascuna delle quattro bande, solo il segnale il cui livello è compreso nella gamma da -40 dB a -20 dB, portandolo nella gamma da -30 dB a -20 dB, è necessaria una precisa calibrazione dei livelli di segnale durante la riproduzione (in altre parole è necessario, ad esempio, che il segnale che all'uscita dal compressore aveva un livello di -25 dB, quindi era compreso nella gamma di compressione, durante la decodifica esca dal registratore ed entri nell'espansore ancora con un livello di -25 dB). In caso contrario potrebbero venire espansi segnali che non sono stati compressi, producendo un effetto di pompaggio del suono, o non espansi segnali che sono stati compressi, producendo un suono dalla dinamica appiattita.
Per consentire la calibrazione le unità Dolby A possono produrre in uscita un segnale di calibrazione, detto "tono Dolby", a un ben preciso livello, detto "livello Dolby". Questo segnale può essere registrato sullo stesso mezzo (ad esempio nastro magnetico) su cui si effettua la registrazione audio. Durante la riproduzione il livello d'uscita del registratore andrà regolato in modo che il segnale Dolby in uscita si trovi al livello Dolby; per fare questo basta inviare il segnale in ingresso all'unità Dolby, che è in grado di segnalare quando il livello è corretto.

## Il Dolby A e il Dolby Stereo
Negli anni settanta fu introdotto il Dolby Stereo, un sistema multicanale che consente di registrare sulla colonna sonora ottica di una pellicola cinematografica due tracce nelle quali sono codificati quattro canali: tre canali anteriori (sinistro, destro e centrale) e un canale surround. Il Dolby stereo originale usava due compander: un Dolby B modificato, con cui veniva trattato il canale surround, e un Dolby A col quale venivano trattate le due tracce codificate che venivano registrate sulla pellicola, in modo da ridurre il rumore di fondo della colonna sonora ottica. Dopo il 1986 nel Dolby Stereo il Dolby A è stato gradualmente sostituito dal Dolby SR, che oggi l'ha completamente soppiantato.